# Atlantica Online
«Атлантика» (англ. Atlantica Online) — многопользовательская онлайновая ролевая игра с элементами пошаговой стратегии, разработанная южнокорейской компанией NDOORS Corporation. В Корее релиз проекта состоялся 25 января 2008 года. На данный момент серверы игры также запущены в Китае, Тайване, Японии, США и Германии.
Оригинальное название Atlantica Online, в России — «Атлантика».
В России проект издается компанией «Иннова Системс». Старт закрытого бета-тестирования состоялся в апреле 2010 года, открытое бета-тестирование началось 12 мая 2010 года.
Атлантика Онлайн распространяется по модели Free-to-play. Проект выделяется нетрадиционными для жанра MMORPG пошаговыми тактическими боями, а также возможностью привлекать на свою сторону до восьми наемников.

## Геймплей
В игре существует несколько классов, выбрать один из которых можно в момент создания персонажа. При желании класс можно сменить, использовав или «Снадобье амнезии», или «Карточку смены класса». «Снадобье амнезии» позволяет сменить класс на любой из базовых. «Карточка смены класса» позволяет сменить класс на вообще любой, включая «Маньяка», «Боевой посох», «Плеть» или «Парные клинки».
Одна из главных особенностей «Атлантики» — возможность привлекать на свою сторону наемников. Во время боя, происходящего в пошаговом режиме, на стороне главного героя может участвовать до восьми нанятых им наемников. Кроме того, ещё наемники могут находиться в резерве и в принадлежащем игроку доме. Наемники различаются по рангам. Поначалу доступны лишь базовые наемники. Новые, подчас более сильные, становятся доступны по мере роста уровня персонажа.

## Бой
Существенная часть игрового процесса «Атлантики» посвящена боям с компьютерными противниками или другими людьми.
Во всех сражениях действует несколько строгих правил:
- сражения проходят в походовом режиме;
- ход каждого противника длится от 15 до 30 секунд (чем меньше наемников ходят, тем меньше время на ход);
- в битвах с другими игроками (PvP) каждый раунд можно задействовать на одного наемника больше (но не более 5);
- все действия в бою имеют свою стоимость в очках инициативы наемника.

### PvE
Сражаться с компьютерными противниками можно как в одиночку, так и в группе. Совместно действовать может до трёх пользователей. Путешествия в группе дают весомые преимущества: уничтожать монстров становится проще, плюс к этому игроки поощряются бонусными очками опыта и предметами.
Кроме того, в игре можно формировать отряды — объединения, состоящие из нескольких групп. Максимальная численность отряда — 30 персонажей.

### PvP
Основная доля PvP приходится на турниры Свободной лиги и лиги Колизея — соревнования, автоматически запускающиеся каждые 3 часа. Формируется строго структурированная сетка боев, где противники автоматически распределяются по дивизионам, в зависимости от своего уровня и количества ранее одержанных побед. Участие в боях более высокого дивизиона приносит большую награду.

## Отзывы и награды
| Русскоязычные издания | Русскоязычные издания |
| Издание               | Оценка                |
| --------------------- | --------------------- |
| «НИМ»                 | 7,3 из 10             |

- «Лучшая фэнтезийная MMORPG 2009», MMOHut[2]
- «Лучшая Free-to-play игра 2008», Ten Ton Hammer[3]
- «Лучшая игра 2008» — номинация, (итоговое третье место), MMORPG.com[3]
- «Игра года 2008», Korea Game Awards[3]
- «Самая инновационная онлайновая игра», GameOgre’s 2008 Online Game Awards[4]

## Официальные сайты
- Официальный европейский сайт